# Trầm Bê
Trầm Bê sinh ngày 10 tháng 9 năm 1959, là dân tộc Hoa, sinh ra tại Trà Vinh, là thành viên Hội đồng Quản trị của Công ty Cổ phần Đầu tư Xây dựng Bình Chánh (BCCI), Chủ tịch Hội đồng Quản trị Bệnh viện Triều An. Ngoài ra, ông còn cùng với gia đình tham gia Hội đồng Quản trị của một số công ty như Ngân hàng Phương Nam, Công ty Vàng bạc Đá quý Phương Nam, Công ty Chứng khoán Phương Nam và gần đây nhất là Ngân hàng cổ phần Sài Gòn Thương Tín (Sacombank).
Xung quanh ông và gia đình có một số chuyện lùm xùm như sừng tê giác, hình ảnh gia đình ông tràn ngập nơi chánh điện.
Ngày 1 tháng 8 năm 2017, Trầm Bê bị Cục Cảnh sát điều tra tội phạm về kinh tế và tham nhũng của Bộ Công an Việt Nam bắt tạm giam trong vòng 4 tháng về hành vi Cố ý làm trái quy định của nhà nước về quản lý kinh tế gây hậu quả nghiêm trọng, gây thất thoát tổng cộng hơn 15.000 tỷ đồng.

## Tính cách
Trầm Bê là một nhân vật vô cùng kỹ tính, hiếm khi phát biểu trước báo chí, gây nhiều sự tò mò vì chỉ nghe tiếng mà không biết ông xuất phát từ đâu.

## Sự nghiệp
Từ năm 1991 - 1994 Trầm Bê bắt đầu sự nghiệp là Giám đốc Công ty Chế biến Lâm sản Đông Anh. Từ năm 1995 - 2001 ông làm Chủ tịch Hội đồng Quản trị của công ty Chế biến Lâm sản Đông Anh.
Nam 1999 ông tham gia vào thị trường bất động sản, đầu tư vào BCCI với vai trò là thành viên Hội đồng Quản trị. Đây là thời kỳ BCCI đang rất phát triển. Năm 2001, Trầm Bê cùng với bác sĩ Nguyễn Hải Nam và Lâm Trung Lương góp vốn để xây dựng bệnh viện Triều An .
Từ năm 2002 - 2004 Công ty Chế biến Thủy hải sản Sơn Sơn do ông làm Chủ tịch Hội đồng Quản trị chiếm lĩnh toàn bộ thị trường chiếu xạ thanh long tại Việt Nam, đây là điều kiện cần thiết về vệ sinh an toàn thực phẩm để được phép xuất khẩu trái thanh long. Mãi cho đến năm 2009, thế độc quyền này mới mất đi khi có nhà máy chiếu xạ thanh long thứ hai do Công ty Cổ phần An Phú đầu tư. Ông Nguyễn Thuận, Chủ nhiệm Hợp tác xã Thanh long Hàm Minh, Phó Chủ tịch Hiệp hội Thanh long Bình Thuận nhận xét về công ty Sơn Sơn của ông Trầm Bê vào cuối năm 2008, khi công ty này vẫn còn độc quyền về chiếu xạ thanh long:
| “ | Chỉ có duy nhất một đơn vị thực hiện khâu chiếu xạ là Công ty Chế biến Thủy hải sản Sơn Sơn ở quận Bình Tân, TP.HCM. Vì thế, mặc dù giá chiếu xạ thanh long do công ty này đưa ra cao gấp 4 lần so với giá chiếu xạ thanh long tại Thái Lan, nhưng các doanh nghiệp cũng phải chấp nhận. | ” |

Còn ông đã từng nói:
| “ | Tôi theo đuổi việc lắp ráp, nhập khẩu máy chiếu xạ này từ 6 năm trước. Trải qua biết bao nhiêu thủ tục phức tạp, bao nhiêu biến cố và chi phí thì không thể nào tính được, công ty mới được cấp giấy phép chiếu xạ như hiện nay. Tôi khẳng định mình không độc quyền, vì quy định của Nhà nước không cho doanh nghiệp nào độc quyền. Bất cứ doanh nghiệp nào đủ điều kiện đều có thể đầu tư | ” |

Về lãnh vực tài chính ngân hàng, năm 2004 Trầm Bê tham gia đầu tư và trở thành thành viên Hội đồng Quản trị của Ngân hàng Phương Nam (SouthernBank). Đây cũng là những năm mà ngân hàng phát triển mạnh nhất đạt doanh thu trên 1.000 tỷ đồng cùng lợi nhuận ròng gần 200 tỷ đồng trong năm 2007. Tháng 2 năm 2012 ông là Phó Chủ tịch Hội đồng Quản trị Sacombank .
Ngân hàng Phương Nam 2008 cho ra đời Công ty Vàng bạc Đá quý Phương Nam (NJC) vào năm 2007 và Công ty Chứng khoán Phương Nam (PNS).
Tại công ty NJC Trầm Bê là Phó chủ tịch, đưa con gái Trầm Thuyết Kiều (sở hữu 11% cổ phần) nắm giữ chức Phó giám đốc của NJC. Còn tại PNS, sau 3 năm thành lập, con trai út của Trầm Bê là Trầm Khải Hòa đã được cha đưa lên làm Chủ tịch Hội đồng quản trị. Hiện tại (2015) Trầm Trọng Ngân và Trầm Khải Hòa đã được nâng mức tỉ lệ sở hữu tại PNS lên thành 6,09%.
Khi thành công với Ngân hàng Phương Nam, ông Trầm Bê bắt tay vào việc thâu tóm Ngân hàng TMCP Sài Gòn Thương tín Sacombank. Đầu tháng 2/2012 Ngân hàng Xuất nhập khẩu Việt Nam (Eximbank) được ủy quyền diện cho nhóm cổ đông đa số (bao gồm cả Trầm Bê), yêu cầu bầu lại toàn bộ ban lãnh đạo của Sacombank. Qua cuộc bầu cử chức vụ Phó chủ tịch Hội đồng quản trị Sacombank được trao cho ông Trầm Bê, sau khi ông rời khỏi ghế Phó chủ tịch Hội đồng quản trị Ngân hàng Phương Nam. Con trai ông Trầm Trọng Ngân trở thành Phó chủ tịch thường trực Ngân hàng Phương Nam. Còn người con trai khác Trầm Khải Hòa cũng trở thành một thành viên trong Hội đồng quản trị của Sacombank bắt đầu từ tháng 5/2012. Ngày 13 tháng 8 năm 2015, Ngân hàng Nhà nước đã đồng ý cho 2 ngân hàng SouthernBank và Sacombank sáp nhập lại. thì cuối cùng "lễ cưới" giữa hai ngân hàng này cũng đã được tổ chức vào ngày 13/8, dựa trên cơ sở tự nguyện của cả hai ngân hàng. Sacombank như vậy sẽ thuộc nhóm 5 ngân hàng lớn nhất Việt Nam với tổng tài sản đạt 290.861 tỷ đồng; vốn chủ sở hữu đạt 22.645 tỷ đồng, trong đó vốn điều lệ là 18.853 tỷ đồng; mạng lưới hoạt động lên đến 567 điểm giao dịch trên cả nước và hai nước Lào, Campuchia; tổng số cán bộ, nhân viên là 15.510 người.

## Tài chính
Ước đoán số tài sản của ông Bê và gia tộc khoảng vài tỉ usd căn cứ vào cương vị cổ đông chính của Ngân hàng Phương Nam và Chủ tịch HĐQT Bệnh viện Triều An, bệnh viện tư lớn nhất Thành phố Hồ Chí Minh.
Trầm Bê còn nắm khoảng chục Công ty khác với số vốn hàng trăm tỷ đồng một công ty như: Công ty Hàm Giang, Sơn Sơn hay có cổ phần khá lớn trong Công ty cổ phần đầu tư xây dựng Bình Chánh (BCCI).
Một trong những công trình lớn được ông đầu tư (thông qua Công ty TNHH Xây dựng Hàm Giang) là Cụm Cảng Long Toàn có số vốn khoảng 1.700 tỷ đồng, diện tích trên 170ha tại huyện Duyên Hải, tỉnh Trà Vinh. Dự án được khởi công vào đầu năm 2010.
Một dự án lớn khác là đầu tư 60 triệu USD để mua lại khu Cupertino Square, trước đây được biết dưới cái tên là Valco Fashion Park, ở Cupertino, California, Hoa Kỳ, mà vừa mới được bán lại (tháng 11 năm 2014) với giá 116 triệu.

## Gia đình
Trầm Bê có vợ là Viên Đông Anh. Hai ông bà có ba người con là Trầm Trọng Ngân, Trầm Thuyết Kiều và Trầm Khải Hòa. Họ hiện đang nắm giữ những vị trí quan trọng trong các công ty mà ông đã tham gia đầu tư.
Trầm Trọng Ngân, con trai trưởng Trầm Bê, Tổng Giám đốc của Công ty Sơn Sơn, Phó Chủ tịch Hội đồng quản trị Sacombank. Khối lượng cổ phiếu Ngân hàng thương mại cổ phần Sài Gòn Thương Tín (Sacombank - mã HoSE: STB) mà Trầm Trọng Ngân nắm giữ là 40 triệu đơn vị, chiếm 4,11% vốn điều lệ của STB . Năm 2005 Trầm Trọng Ngân từng bị băng nhóm Bình "kiểm" bắt cóc đòi tiền chuộc 10 triệu USD . Ra tòa Bình kiểm trả lời vì biết rõ ông Bê rất giàu nên tổ chức vụ bắt cóc đòi tiền chuộc nhiều nhất Việt Nam từ xưa đến nay
Trầm Thuyết Kiều (sinh 1983) hiện nắm gần 10% cổ phần và là Phó Tổng giám đốc Khối khách hàng tổ chức Ngân hàng Phương Nam. Trầm Thuyết Kiều cũng là Phó Tổng Giám đốc Công ty Vàng bạc đá quý Phương Nam (NJC) . Tính đến tháng 9 năm 2011 Trầm Thuyết Kiều nắm giữ 7,36% cổ phần ngân hàng này . Năm 2008, trên cương vị là Phó Chủ tịch NJC, Trầm Bê đưa Trầm Thuyết Kiều (sở hữu 11% cổ phần) lên nắm giữ chức Phó tổng Giám đốc.
Trầm Khải Hòa (sinh 1988) là con trai út của Trầm Bê, Chủ tịch Hội đồng quản trị Công ty chứng khoán Phương Nam, thành viên Hội đồng Quản trị Sacombank (từ tháng 5 năm 2012). Ngày 20 tháng 9 năm 2012, Ủy ban chứng khoán Nhà nước xử phạt vi phạm hành chính đối với Trầm Khải Hòa và Công ty chứng khoán Phương Nam vì đã mua 540 000 cổ phiếu của Sacombank từ ngày 15 tháng 6 đến ngày 22 tháng 6 năm 2012 mà không báo cáo theo quy định..

## Nhận xét
- Nhận xét của tạp chí Nhịp cầu đầu tư:

| “ | Có lẽ Trầm Bê là một trong số ít doanh nhân chưa gặp phải những thất bại nặng nề trong suốt sự nghiệp của mình. " | ” |

- Trầm Bê thuộc số người ít xuất hiện trên báo chí, những lần hiếm hoi ông Bê lên tiếng là vụ nguyên Chủ tịch Hội đồng quản trị Ngân hàng Phương Nam Lê Anh Kiệt bị bắt hay lần con trai Trầm Trọng Ngân bị bắt cóc đòi tiền chuộc 10 triệu USD [9] và sau vụ Nguyễn Đức Kiên bị bắt.[11].
- Theo Báo Người Lao động Điện tử: "ra đời vào năm 2001 trong chủ trương xã hội hóa y tế, bệnh viện Triều An, do Ông Trầm Bê là chủ tịch hội đồng quản trị, là bệnh viện tư nhân đa khoa chuyên sâu đầu tiên và cũng là lớn nhất Việt Nam." [1]

## Hoạt động từ thiện
Qua báo chí có thể thấy gia đình ông Trầm Bê đã chi nhiều tiền cho công tác từ thiện như xây trường học, xây chùa. Trong số đó có công trình nổi tiếng là Chùa Vàm Ray tại quê hương của ông. Đây được xem là ngôi chùa Khmer lớn nhất Việt Nam.. Tuy nhiên việc cổng chùa mang tên ông, thậm chí hình ảnh gia đình ông còn tràn ngập nơi chánh điện... đã gây phản cảm cho nhiều người.

## Dư luận
Ngày 3 tháng 10 năm 2012, Hiệp hội Bảo tồn động vật hoang dã (Wildlife Conservation Society) có công văn gửi Công an huyện Trà Cú (tỉnh Trà Vinh) và Công an tỉnh Trà Vinh về việc ông Trầm Bê (xã Hàm Giang, huyện Trà Cú) mới bị trộm lấy cắp sừng tê giác. Dựa theo thông tin trên báo Công an Thành phố Hồ Chí Minh, hiệp hội cho rằng, chiếc sừng này có khả năng là sừng được mua bán bất hợp pháp.. Dù vụ việc đã được đăng tải trên nhiều báo và dư luận quan tâm nhưng ông Trầm Bê vẫn im lặng, chưa có động thái trình báo công an.. Theo Công an tỉnh Trà Vinh, sở dĩ công an nắm được tin ông Trầm Bê bị mất chiếc sừng tê giác là do bảo vệ và người làm công biệt thự của ông này trình báo công an xã ngày 27 tháng 9 năm 2012 .
Ngày 5 tháng 10 năm 2012 Trầm Bê đã cung cấp cho báo chí tài liệu và bằng chứng của việc được một người bạn tặng con tê giác đã được làm khô nhân dịp tân gia của gia đình ông vào ngày 1 tháng 3 năm 2007. Theo đó con tê giác này đã được Cites (Cơ quan Quản lý việc buôn bán quốc tế các động vật hoang dã nguy cấp) Nam Phi và Cites Việt Nam chứng thực.. Tuy nhiên dư luận còn nhiều thông tin chưa rõ ràng về việc Trầm Bê có lẽ có đến 2 phiên bản khô của tê giác, cũng như tính xác thực của vấn đề.

## Vụ án cho vay gây thiệt hại cho VNCB
Ngày 1 tháng 8 năm 2017, Trầm Bê bị Cục Cảnh sát điều tra tội phạm về kinh tế và tham nhũng của Bộ Công an Việt Nam bắt tạm giam trong vòng 4 tháng về hành vi Cố ý làm trái quy định của nhà nước về quản lý kinh tế gây hậu quả nghiêm trọng. Cùng bị bắt giam 4 tháng là ông Phan Huy Khang (nguyên thành viên hội đồng tín dụng, nguyên Tổng giám đốc Sacombank) và 15 người là cựu cán bộ các ngân hàng TPBank, BIDV, giám đốc các công ty.... Chín người khác cũng bị khởi tố, song được tại ngoại. Vụ này nằm trong tiến trình điều tra giai đoạn hai, của vụ án Phạm Công Danh (nguyên Chủ tịch HĐQT Ngân hàng xây dựng Việt Nam - VNCB, Tập đoàn Thiên Thanh) gây thất thoát 6.000 tỷ đồng.
Bị cáo Phạm Công Danh khai là vì áp lực từ việc tăng vốn điều lệ, chi trả chăm sóc khách hàng nên mới phải vay tiền. Phan Thành Mai (nguyên Tổng giám đốc VNCB) đã giúp Phạm Công Danh rút hơn 6.000 tỉ đồng của VNCB gửi vào 3 ngân hàng TPBank, BIDV và Sacombank để đảm bảo cho 29 lượt công ty của Danh vay số tiển trên.
Tại ngân hàng Sacombank, Phan Huy Khang (nguyên Tổng giám đốc) chấp nhận ý kiến chỉ đạo của Trầm Bê, ký duyệt cho 6 công ty của Phạm Công Danh vay 1.700 tỉ đồng không thẩm định kỹ khách hàng vay, không thẩm định phương án kinh doanh. Khi hết hạn cho vay, Sacombank tự động trừ nợ số tiền 1.700 tỉ đồng trên tài khoản của VNCB gửi tại Sacombank, gây thất thoát cho VNCB số tiền 1.700 tỉ đồng. Về tội này, ông Trầm Bê ngày 6.8.2018 bị TAND TPHCM tuyên án 4 năm tù.

## Vụ án Dương Thanh Cường
Trong vụ án Dương Thanh Cường, Trầm Bê bị phạt 3 năm tù về tội Vi phạm quy định về cho vay trong hoạt động của các tổ chức tín dụng, biết rõ Công ty Bình Phát không đủ điều kiện được cấp tín dụng nhưng vẫn để xuất cho vay, phê duyệt cho vay dẫn đến việc Ngân hàng Phương Nam bị thiệt hại 505 tỉ đồng.